# 無限連鎖講の防止に関する法律
無限連鎖講の防止に関する法律（むげんれんさこうのぼうしにかんするほうりつ、昭和53年11月11日法律第101号）は、無限連鎖講（いわゆるネズミ講）の禁止に関する日本の法律である。一般にはネズミ講防止法と呼ばれている。
法令番号は昭和53年法律第101号、1978年（昭和53年）11月11日に公布され、1979年5月に施行された。

## 概要
この法律は全7条で構成されている。
第1条で無限連鎖講を「終局において破綻すべき性質のもの」と位置付け、この法律の目的として「これに関与する行為を禁止するとともに」「無限連鎖講がもたらす社会的な害悪を防止する」としている。
第2条で無限連鎖講を定義し、第5条から第7条までは、罰則となっている。第5条は無限連鎖講の開設・運営を、第6条は業として行う無限連鎖講への加入勧誘を、第7条は無限連鎖講への加入勧誘を、それぞれ処罰の対象としている。

## 制定の背景
1970年代に入り内村健一による天下一家の会事件によって無限連鎖講で配当が得られない人や勧誘を巡るトラブルが続出し、社会問題となった。内村は所得税法違反で起訴され、「懲役3年執行猶予3年・罰金7億円」の判決が確定し、罰金を全額払えないために収監されて事件は終わった。つまり、事件当時はねずみ講を禁止する法律はなく、熊本地方検察庁は所得税法違反で起訴するしかなかった。
こうしたことから議員立法で法案が提出され、1978年に「無限連鎖講の防止に関する法律」が成立し、公布された。
しかし罰則対象が「金銭の授受」のみであることから、「国債の授受」を行った国利民福の会などを取り締まることができなかった。このため、1988年に「金銭の授受」という文言が「金品の授受」に改正され、国債なども対象とすることになった。